# (13964) La Billardière
(13964) La Billardière, désignation internationale (13964) La Billardiere, est un astéroïde de la ceinture principale.

## Description
(13964) La Billardière est un astéroïde de la ceinture principale. Il fut découvert par Eric Walter Elst le 3 août 1991 à l'ESO. Il présente une orbite caractérisée par un demi-grand axe de 3,2 UA, une excentricité de 0,161 et une inclinaison de 0,585° par rapport à l'écliptique.
Il fut nommé en hommage au naturaliste français Jacques-Julien Houtou de La Billardière (1755-1834).

## Compléments